# Mindig TV
A mindigTV a One Magyarország által üzemeltetett földfelszíni, digitális, DVB-T rendszerű ingyenes televíziós adóhálózat márkaneve. Neve a Mindenhol digitális TV rövidítése. A 2008. december 1-jén indult hálózatot öt multiplex alkotja. A szolgáltatás Magyarország területének nagyjából 98%-án érhető el, és a lakosság 99%-a fér hozzá. A műsorok vételéhez hagyományos UHF tetőantenna szükséges. 2025. január 1-jén a cég felvette a One márkát, majd 2025. szeptember 30-án a Mindig TV szolgáltatásait működtető cég, az AH Média Kereskedelmi Zrt. is beleolvad az anyacégbe, a One Magyarországba.
Az öt multiplexből kettőn szabadon fogható műsorkínálat található, melyek vételéhez egy MPEG-4 tömörítésű, 1080i felbontású, digitális jel feldolgozására képes DVB-T vevőegység vagy egy azt már tartalmazó korszerű televíziókészülék szükséges.
A fennmaradó három multiplexen kódolt adások sugárzása történik, amelyhez az előfizetést a mindigTV PREMIUM márkanév alatt értékesítette az Antenna Hungária, 2025-től a One értékesíti. A kódolt adások vételéhez DVB-T2 műsorszórási, és a HEVC tömörítési szabványt ismerő vevőegység, vagy televíziókészülék szükséges. A vevőegységnek vagy a televíziókészüléknek rendelkeznie kell CI foglalattal, amelybe a Conax kódolást ismerő kártyaolvasót kell helyezni, és ami az előfizetői kódkártyát fogadja.
Magyarországon körülbelül 700 ezer háztartás nem rendelkezik semmilyen kábeles- vagy műholdas televíziós előfizetéssel, így körülbelül ennyi a potenciális felhasználója a szabadon fogható szolgáltatásnak. Az előfizetéses szolgáltatás piaci részesedése jelenleg körülbelül 2,4%-ra tehető.

## Története
A digitális televíziós sugárzás tesztelése 1999-ben indult az országban, akkor még MPEG2 kódolással. A teszteléshez szükséges beruházások költségeinek egy részét az Országos Rádió és Televízió Testület (az NMHH elődje), illetve a Miniszterelnöki Hivatal állta. 2001-ben indult el a közszolgálati csatornák kisteljesítményű folyamatos sugárzása Budapesten. 2004-ben indult az üzemszerű, nagyobb teljesítményű kísérleti sugárzás Budapesten és a Kabhegyi adótoronyból.
2006-ban a genfi Körzeti Rádiótávközlési Értekezleten létrejött megállapodás alapján Magyarország 8 tévés és 3 rádiós multiplexet kapott. Meghatározásra került a magyarországi digitális tv-csatornák elvi kiosztása is.
2008-ban írták ki a pályázatot öt földfelszíni digitális televízió-, és egy földfelszíni digitális rádióműsor-szóró hálózat (multiplex) 2020. szeptember végéig tartó üzemeltetésére. A TRI R nevű szlovák műsorszóró vállalat többségi tulajdonában álló Digital Broadcasting Kft. televíziós, a Magyar Rádió rádiós digitális műsorszórásra, az Antenna Hungária Zrt. pedig mindkettőre pályázott. Mindkét pályázatot az Antenna Hungária nyerte meg. Ezzel egy időben eldőlt, hogy Magyarországon nem az MPEG2, hanem a korszerűbb MPEG4 kódolást használják majd a sugárzás során.

### Mindig TV
Miután megszületett a műsorterjesztés és a digitális átállás szabályait lefektető 2007. évi LXXIV. törvény, az állam által 2008-ban kiírt, digitális földfelszíni televíziós és rádiós hálózat üzemeltetéséről szóló pályázatot az Antenna Hungária nyerte meg, és még abban az évben megkezdték digitális televíziós szolgáltatásuk kiépítését. A kísérleteket követően 2008. december 1-jén indult meg az éles üzemű digitális műsorszórás, körülbelül 60%-os lefedettséggel. Az A és a C jelű multiplexen DVB-T szabványú digitális televízió adás, a B multiplexen pedig DVB-H szabványú mobil digitális televízió adás sugárzása folyt. A csatornakínálat kezdetben szűkös volt, csak a Duna TV HD minőségű, illetve a Duna Autonómia SD felbontású adása volt szabadon elérhető.
A szabadon fogható kínálat 2009-ben bővült tovább: május 8-tól az RTL Klub, június 1-től a TV2, július 1-től az M1 és az M2 (mindkettő HD felbontásban), végül augusztus 28-tól a Euronews hírcsatorna vált elérhetővé.
Egy évvel az indulás után, 2009. december 1-jén tovább bővült az adóhálózat, és a lefedettség 88%-ra nőtt.

### mindig TV PREMIUM
A kereskedelmi csatornák közül az indulást követően pár nappal a Hír TV és az ATV jelent meg először ezen a digitális platformon, de a két televíziótársaság kizárólag előfizetéses modellben tudta vállalni a csatlakozást, ezért az Antenna Hungária elindította a Terra+ nevű szolgáltatást, amely lehetővé tette, hogy éves díj fejében egy – a mostani Mindig TV Extra Conax kártyához hasonló – kódkártyával nézhető legyen ez a két csatorna is.
2010 májusában indult el a Mindig TV Extra szolgáltatás, ami a Mindig TV 7 szabadon fogható csatornája mellé további 10 kódolt programot kínált előfizetéssel. A fizetős szolgáltatás indulásával megszüntetésre került a Terra+ márkanevű előfizetői konstrukció értékesítése. 2010. december 1-jétől a szolgáltatás kibővült a külön csomagban megrendelhető HBO SD programjával.
Mivel a DVB-H szabványú sugárzás – a vevőeszközök széles körű elterjedése híján – Európa szerte sikertelen szolgáltatásnak bizonyult, ezért a hatósággal 2011. július 19-én megkötött módosított szerződés lehetővé tette az Antenna Hungária számára, hogy a B jelű multiplexet az eddigi DVB-H sugárzás helyett DVB-T szolgáltatásokra használja. Így ezen a multiplexen 2011. szeptember 29-én a DVB-H sugárzást megszűnt és október 1-én elindult a Mindig TV Extra szolgáltatás Családi csomagja, amely 13 további kódolt csatornát tartalmazott. A korábbi 10 kódolt csatornát ezután Alap csomag néven értékesítették tovább.
Ekkor került kialakításra az ún. közszolgálati multiplex az "A" jelű multiplexen, így a továbbiakban azon már csak az MTVA adói kaptak helyet.
2020 novemberétől a Mindig TV Extra helyett a mindigTV PREMIUM márkanév került bevezetésre.
2025. január 1-én a One Magyarországhoz került a szolgáltatás.

### M3D kísérleti adás
2012. június 25-től, 50 nap erejéig, a budapesti Széchenyi-hegyi adótoronyról, az UHF 43-as csatornán, egy önálló multiplexben sugározta az Antenna Hungária teszt jelleggel a köztelevízió m3D nevű, 3D adásokat sugárzó ideiglenes csatornáját. A vétel ingyenes volt, de csak a főváros területén és környékén volt fogható. A 3D képes TV készülékkel rendelkező nézők térhatású közvetítésben láthatták a 2012-es Labdarúgó-Európa-bajnokság döntőjét, illetve a 2012. évi nyári olimpiai játékok számos eseményét.

### Az analóg hálózat teljes lekapcsolása
Az analóg sugárzás teljes leállítását – az európai ajánlásoknak megfelelően – először 2012 év végére tervezték, de később 2014. december 31-re módosították. A Nemzeti Média- és Hírközlési Hatóság végül 2013 márciusában hozta nyilvánosságra az analóg földfelszíni televíziós hálózatok lekapcsolási menetrendjét, amely szerint az analóg sugárzás végleges lekapcsolása két lépcsőben történik meg.
Felmérések szerint a digitális átállásban közvetlenül érintett háztartások nagy része alacsony jövedelmi státuszú, ezért aktív segítséget kaptak az államtól az átálláshoz. Az ezzel kapcsolatos rendelet 2013. január 18-án került kihirdetésre. Ennek alapján indult el az Országos digitális átállás program, amely keretében a rászorulók állami segítséggel juthattak hozzá a digitális műsorszórás vételéhez szükséges eszközökhöz. Az NMHH az állami nyilvántartások alapján összeállította a potenciális rászorulók listáját, akiket az analóg adások lekapcsolását megelőzően személyesen felkerestek. Az állami támogatás nem pénzbeli juttatás volt, hanem a digitális vételhez szükséges eszközök (antenna, beltéri egység) ingyenes beszerzését és telepítését tette lehetővé. Ahol a digitális földfelszíni sugárzás vétele nem lehetséges, ott a támogatás digitális műholdvevő egység megvásárlását és beüzemelését biztosította (ez utóbbi csak az négy közszolgálati adó ingyenes vételét teszi lehetővé). Az átállás során végül 143 ezer háztartás igényelt és kapott a támogatást.
Az Antenna Hungária a programhoz kapcsolódóan indította el a Mindig TV Extra Digitális Átállás támogatott műsorcsomagját, azon rászorulók részére, akik úgy nyilatkoznak az NMHH felé, hogy a továbbiakban előfizetéses szolgáltatást vesznek igénybe. A támogatás keretén belül a cég vállalja a vételhez szükséges antenna és beltéri egység díjmentes üzembe helyezését, és ezeket az eszközöket az előfizető tulajdonába adja. A támogatott műsorcsomag igénybevételére csak egy alkalommal lehet szerződést kötni, ha a szerződést az ügyfél felmondja, vagy ha valamelyik – bárki számára elérhető – MindigTV Extra csomagra vált, akkor az ügyfél kikerül a támogatotti körből. A műsorcsomag a szabadon fogható csatornákon kívül a Film+, Sportklub, NatGeo, Hír TV és ATV csatornák vételét tette lehetővé, kedvezményes havidíjért. A programcsomag csatornakiosztása többször is módosult, és még jelenleg is elérhető.
Az analóg sugárzás végül a 2013. márciusi ütemtervnek megfelelően került leállításra. Az I. ütem során 2013. július 31-én lekapcsolásra került a Budapest Széchenyi-hegy, Kab-hegy, Győr, Szentes és Szeged gerincadók, illetve számos helyi átjátszóadó. A II. ütem során, október 31-én az összes többi adótoronyról is megszűnt az analóg sugárzás.
Az analóg sugárzás leállítása lehetővé tette, hogy augusztus 5-én Szentes és Battonya telephelyeken, majd november 3-án további 7 telephelyről is elindulhasson a B multiplex sugárzása is. Ezen felül augusztus 1-jén hat, november 1-jén pedig 19 telephely kezdte meg a digitális rendszerű sugárzást, így a digitális telephelyek száma 90-re emelkedett.
Az analóg hálózat lekapcsolásával egy időben elkezdődött a 61–69-es UHF csatornák kiürítése. Ez az úgynevezett digitális hozadék sávba tartozó frekvenciatartomány, amely az EU telekommunikációs politikájának értelmében, a jövőben mobil széles sávú internetelérésre lesz használatos. Az NMHH határozata értelmében 2013 szeptemberében (19 adótorony), valamint 2013 novemberében (40 adótorony) több multiplex esetében is frekvencia váltásra került sor.
Az analóg sugárzás lekapcsolásával 2014. nyarán elindulhatott a negyedik és ötödik (D és E jelű) multiplex is.

### One Földfelszíni TV App
Az Antenna Hungária 2012. május 10-én indította el a One Földfelszíni TV App (korábban: Mindig TV App) elnevezésű szolgáltatásának legelső verzióját, amely azóta jelentős fejlesztéseken ment keresztül, de továbbra is ingyenesen letölthető iOS, Android, Windows Phone 7, Windows Phone 8 vagy Windows 8 eszközökre. Az applikációban egy kibővített műsorújságon keresztül elérhető és böngészhető a Mindig TV valamint a One Földfelszíni TV Basic csatornáinak programkínálata és az egyes programok részletes leírása. A megjelölt csatornáknál a műsorok élőben is követhetőek ingyen hozzáféréssel (a felhasználó internet-sávszélességének függvényében akár HD-minőségben is). Az előzetes beállításoknak megfelelően az emlékeztető funkció használatával a felhasználó értesítést kap telefonjára a kiválasztott műsor indulásáról. Az applikáció elnyerte az Appra magyar! elnevezésű pályázaton a legjobb applikáció címet az Életmód kategóriában.
2025. január 1-től One Földfelszíni TV App néven működik tovább csatlakozva a One Magyarországhoz.

### Mindig TV Plusz
Az Antenna Hungária a digitális földfelszíni televíziós (DVB-T) hálózatán 2013. október 15-től ingyenes hibrid televíziós (HbbTV) tesztsugárzást indított Mindig TV Plusz néven. A HbbTV (Hybrid Broadcast Broadband TV) a digitális földfelszíni televíziós hálózaton kialakított interaktív szolgáltatásokra vonatkozó nemzetközi szabvány, mely lehetővé teszi, hogy a DVB-T (földfelszíni) vétellel és internet csatlakozással is rendelkező televíziókészülékeken a lineáris televízió- és rádióprogramok mellett internet hálózaton eljuttatott, különböző multimédiás tartalmakkal is kiegészüljön a Mindig TV szolgáltatás. A HbbTV technológia Európa jó néhány országában (pl. Németország, Franciaország, Hollandia, Svájc) már bizonyított és számos népszerű kereskedelmi szolgáltatás működik. Kiterjedt tesztek folynak a HbbTV szabvány bevezetéséről számos Európán kívüli országban (pl. USA, Kína, Ausztrália) is.
A kísérlet során új, streamelt élő adások is elérhetők, mint például a Fix TV, a Fishing and Hunting, az iConcerts és a C Music TV zenecsatornák, illetve az MTVA és Swiss Radio egyes rádiócsatornái. Az élő adásokon túl a tesztszolgáltatás kibővített tartalommal rendelkező programújságot – ún. rich EPG –, aktuális híreket, időjárás-előrejelzést, webkamerás megjelenítést és videotárat (Video on Demand – VOD) is tartalmaz. A tartalmak HbbTV-szabványos tévékészülékeken vagy set-top-boxokon, a Mindig TV platformon található Mindig TV Plusz Infocsatornáról érhetők el nagyon egyszerűen, a távirányítón található piros gomb megnyomásával.

### D és E multiplex
Az analóg sugárzás leállítása után megkezdődhetett az adó telephelyek továbbfejlesztése, amelyek szükségesek voltak ahhoz, hogy a további két multiplexen elindulhasson a sugárzás. A munkálatok 2014 tavaszán és nyár elején zajlottak. 2014. július 1-jén elindult a D multiplex tesztüzeme, országos lefedettséggel, augusztus 1-jén pedig az E multiplex tesztüzeme is elkezdődött, kezdetben 65–70%-os lefedettséggel, 34 telephelyről. Az E multiplex indulása előtt a szegedi adón a B multplex esetében frekvencia cserére került sor, mivel az ideiglenesen a B multiplex az E multiplex számára kijelölt frekvenciát használta. A két új multiplex kereskedelmi hasznosítása 2014. október 1-jén kezdődött meg, ezzel együtt az értékesített csomagok tartalma kibővült, és jelentős átszervezésre került. Új kiegészítőcsomagok is bevezetésre kerültek.
2015. május 18-án, miután véget ért a szomszédos országok analóg adóinak védettsége, további 9 telephelyen megkezdődött az E multiplex sugárzása is. Hat nagy (Szentes, Kékes, Csávoly, Kiskőrös, Fehérgyarmat és Komádi) és három kis körzetben (Battonya, Tamási, Csobánka) indult el az E jelű multiplex sugárzása, ezzel a telephelyek száma 44-re az országos lefedettség pedig 98%-ra emelkedett. Ugyanezen a napon 5 adótorony esetén jelentős teljesítményemelésre került sor a következő adók esetében: Budapest (B multiplex), Kékes (C multiplex), Pécs (B és E multiplexek), Aggtelek (A multiplex), Fehérgyarmat (B és C multiplexek). Ezen felül újra üzembe helyezik a Pénzesgyőri átjátszó állomást, igaz csak az A és C multiplexet sugározza.

### DVB-T2
A DVB-T2 sugárzással kapcsolatos tesztek a budapesti 34-es csatornán kezdődtek meg 2019 nyarán.
Közeledve a 2008-ban megkötött 12 évre szóló szerződés végéhez, 2019-ben az NMHH ismét megpályáztatta a műsorszóró hálózat üzemeltetését újabb 12 évre. A pályázaton csak az Antenna Hungária indult, amit meg is nyert. Az új szerződést 2019 szeptemberében írták alá a felek.
A pályázati kiírás értelmében az Antenna Hungária 2020 szeptemberétől 12 éven át üzemeltetheti majd a két, jelenlegivel megegyező technológiájú, DVB-T MPEG4 AVC multiplexet, amelyen biztosítania kell, hogy a közszolgálati műsorok változatlan minőségben és a jelenlegi vevőberendezésekkel ingyenesen elérhetők maradjanak, legalább 98 százalékos lakossági lefedettséggel. Emellett három, kizárólag kódolt csatornák sugárzására használt multiplex esetében meg kell kezdeni az átállást a DVB-T2 sugárzási, illetve a H.265/HEVC tömörítési szabványra. A DVB-T2 műsorszórási szabvány nagyobb bitsebességet biztosít, a hatékonyabb tömörítési eljárás pedig lehetővé teszi a nagyobb sávszélesség jobb kihasználását, így várhatóan bővülni fog a Mindig TV Extra előfizetéses csomagokban elérhető TV csatornák száma. A pályázati kiírás értelmében az DVB-T2 rendszerre történő teljes átállásnak legkésőbb 2021. március 6-ig meg kell történnie.
A szabadon fogható csatornákat sugárzó két multiplex esetében tehát 2032 szeptemberéig üzemben marad a DVB-T rendszer és a jelenleg használt H.264/MPEG4 AVC tömörítés, a műsorkínálatot igénybevevő nézők esetében nem lesz szükség a vevőkészülékek esetleges cseréjére.
Mivel az 5G mobilhálózat kiépítése miatt 2020 után az UHF 49-60 csatornákon is (700 MHz-es sáv) megszűnik a digitális televíziós műsorszórás lehetősége, így az új rendszer kiépítésével egyidőben számos multiplex új frekvenciákra költözik.
A multiplexek tartalmának átrendezése 2020. február végén történt meg, és ettől az időponttól az A és a B multiplexre került az összes szabadon fogható csatorna. A Mindig TV Extra csatornákat tartalmazó multiplexek esetében a frekvenciacserék és a DVB-T2 technológiára váltás március elején kezdődött meg, és több ütemben szeptemberig tart.
Azon előfizetők részére, akik nem rendelkeznek DVB-T2 képes vevőkészülékkel, az Antenna Hungária díjmentesen biztosított megfelelő vevőegységet.

## Hatása a piacra

### Piaci részesedés

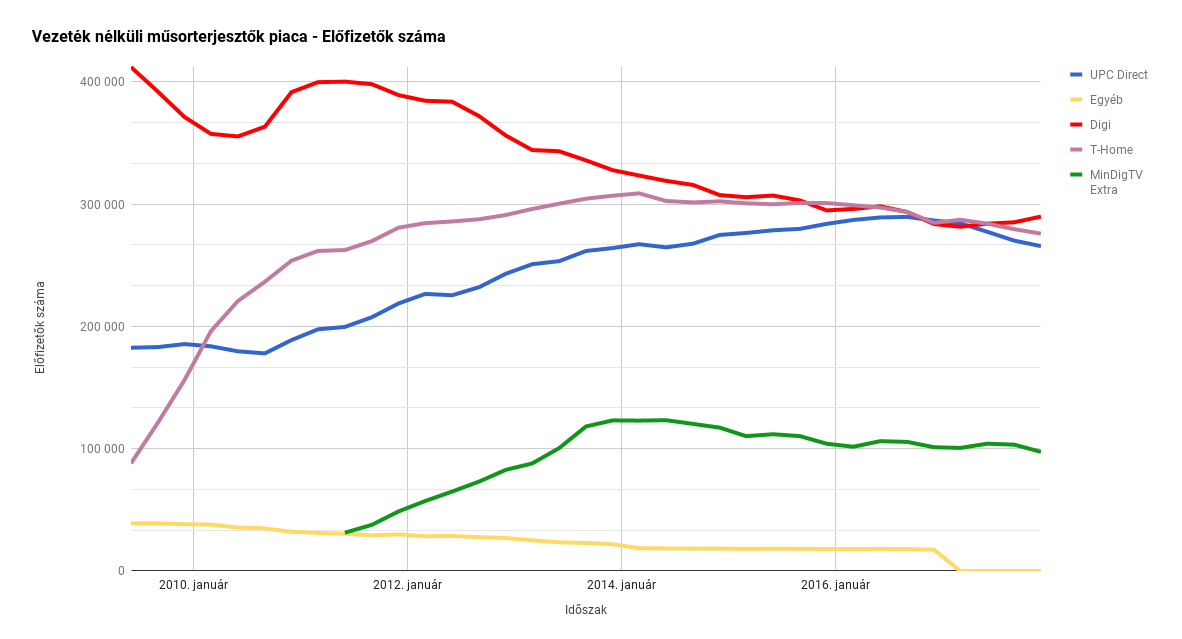
Előfizetők száma vezeték nélküli műsorterjesztő szolgáltatónként.

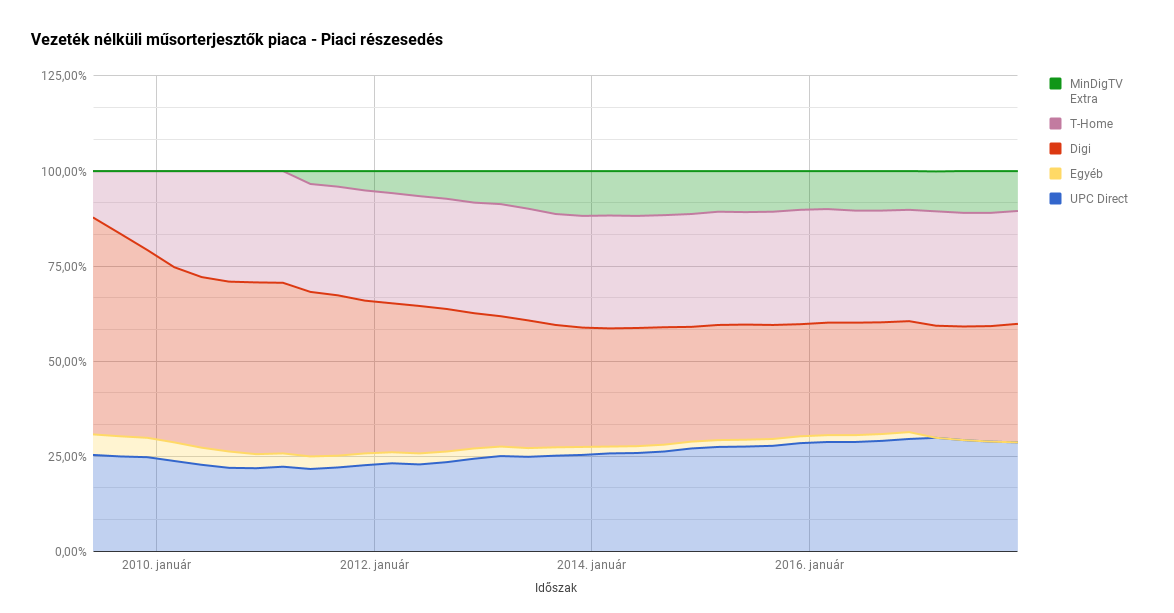
A vezeték nélküli műsorterjesztők piacának változása Magyarországon.

A Nemzeti Média- és Hírközlési Hatóság becslése szerint az analóg sugárzás lekapcsolásakor a körülbelül 4,1 millió háztartásból közel 700 ezer nem volt előfizetője semelyik műsorterjesztő szolgáltatónak, így hozzávetőlegesen ennyi a potenciális piaci részesedése az ingyenes MinDig TV szolgáltatásnak.
Az NMHH 2011 decemberi televíziós gyorsjelentése alapján a fizetős szolgáltatások között (kábeltv, IPTV, műhold, földfelszíni sugárzás) a MinDig TV Extra piaci részesedése 1,5%, a vezeték nélküli szolgáltatások között (műholdas vagy földi sugárzás) pedig 5% volt. Számszerűsítve ez közel 49 000 előfizetőt jelentett. A 2012 decemberi jelentés alapján a részesedés 2,5%, illetve 8,3%-ra emelkedett, ami közel 83 000 előfizetőt jelentett. A digitális átállás lezárultával, 2013 végére a piaci részesedés elérte a 3,6%, illetve a 11,8%-ot, ami 123 000 előfizetőt jelentett. 2014 elejére az előfizetők száma stabilizálódott, majd az év folyamán enyhén csökkenni kezdett, így év végére körülbelül 115 000 előfizetője volt a szolgáltatásnak.
Az előfizetői szám csökkenése tartós maradt (2015-ben 104 ezer, 2016-ban 101 ezer, 2017-ben 97 ezer, 2018-ban pedig 92 ezer előfizető az év végén), így 2019 végére már csak kicsivel több mint 86 ezer előfizetőt jelentett a cég az NMHH felé. A csökkenés egyébként általánosan jellemző volt ebben az időszakban a vezetéknélküli műsorterjesztők között, miközben a teljes piaci előfizetőszám állandó maradt. 2021 júniusában már csak 82 ezer előfizető volt. A 2013-ban regisztrált 123 ezres csúcs előfzetői szám után tíz évvel már csak annak mintegy fele, valamivel több mint 64 ezer előfizető szerepelt az NMHH piaci elemzésében.

### Set-top-box nélküli vétel
A modern, digitális, CI csatlakozót is tartalmazó televíziók aránya, a 2011-es 26%-os arány után 2012-re elérte a 33%-ot. A MinDig TV Extra szolgáltatás már az indulástól kezdve lehetővé tette, hogy a modern televíziókészülékek esetében külön beltéri egység (set-top-box) igénybevétele nélkül lehessen a kódolt adásokat venni. Ehhez a televíziók szabványos CI foglalatába illeszthető kártyaolvasót is értékesített a cég az előfizetés mellé, ezzel megelőzte versenytársait, és elsőként elégített ki egy növekvő piaci igényt. A UPC kábeltelevíziós szolgáltatásán 2012-ben, a műholdas UPC Direct szolgáltatás esetében pedig 2013-ban vált általánosan elérhetővé a set-top-box nélküli hozzáférés lehetősége. A Digi kábelhálózatán az alap csomagok esetében a szolgáltató nem alkalmaz kódolást, így ezek vétele bármely DVB-C képes modern készülékekkel lehetséges volt eddig is, a prémium csatornák eléréséhez viszont már a Digi esetében is előfizetői kártya szükséges. A prémium csatornák set-top-box nélküli vétele 2014-ben vált lehetővé, miután a cég elkezdte a szükséges kártyaolvasók értékesítését. A Digi műholdas szolgáltatása továbbra is csak a szolgáltatótól bérelt beltéri egységekkel lehetséges. A Telekom T-Home esetében mind a kábeltelevíziós, mind a műholdas szolgáltatás szintén csak a szolgáltató által biztosított set-top-boxok használatával lehetséges.

## A vételhez szükséges eszközök

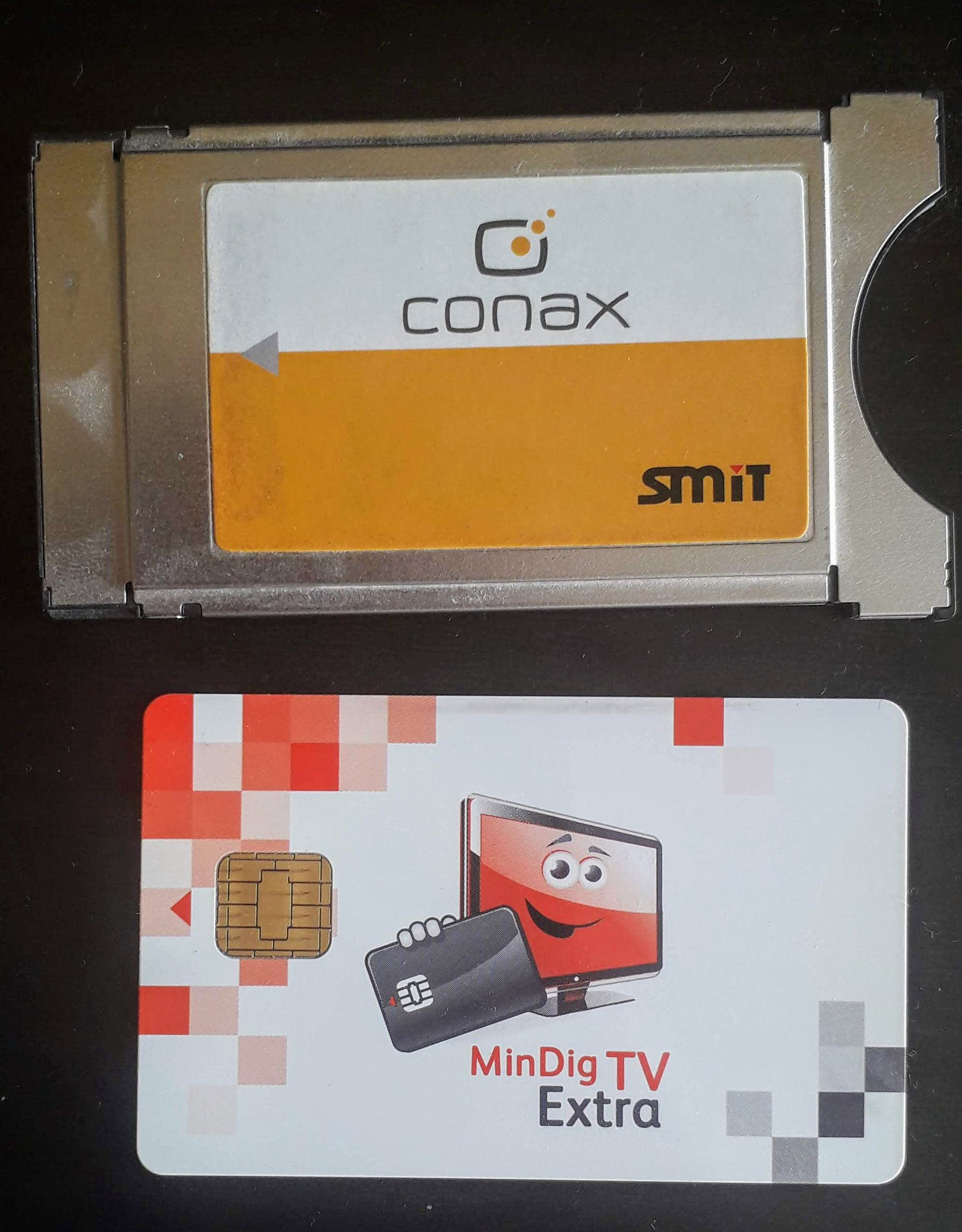
Conax kártyaolvasó és MinDig TV Extra kódkártya

A szabadon fogható Mindig TV csatornák vételéhez az alábbi technikai feltételek szükségesek:
- az UHF sávban a 21–48-as csatornákon legalább 10–12 dB nyereséggel rendelkező antenna, és az ahhoz kapcsolódó eszközök (jó minőségű kábelek, szükség esetén erősítő stb.),
- egy DVB-T sugárzási szabványt és az MPEG-4 AVC (H.264) tömörítést ismerő dekóder (azaz jelátalakító készülék) vagy egy ilyen dekóderrel rendelkező televíziókészülék.

A kódolt Mindig TV PREMIUM csatornák vételéhez szükséges továbbá:
- a DVB-T2 sugárzási szabványt és a HEVC (H.265) tömörítést ismerő dekóder vagy ilyen dekóderrel rendelkező modern televíziókészülék,
- a dekóder vagy a televízió CI+ foglalatába helyezhető Conax titkosítást ismerő CAS7-es kártyaolvasó,
- egy Mindig TV PREMIUM kódkártya (smart kártya).

## Csatornakiosztás
A 2025. január 1-től az előfizetéses csomagokat a One Földfelszíni TV nyújtja.
| Multiplex | Sorrend | Név                          | Média | Típus         | Képarány | Hangsáv         | Hangsáv          | Hangsáv           |
| Multiplex | Sorrend | Név                          | Média | Típus         | Képarány | 1               | 2                | 3                 |
| --------- | ------- | ---------------------------- | ----- | ------------- | -------- | --------------- | ---------------- | ----------------- |
| MUX A     | 1       | M1 HD                        | TV    | Közszolgálati | 16:9     | magyar (MP2)    | magyar (AC3)     | eredeti (HE-AAC)  |
| MUX A     | 3       | Duna HD                      | TV    | Közszolgálati | 16:9     | magyar (MP2)    | magyar (AC3)     | eredeti (AC3)     |
| MUX A     | 4       | M4 Sport HD                  | TV    | Közszolgálati | 16:9     | magyar (MP2)    | magyar (AC3)     | eredeti (AC3)     |
| MUX A     | 6       | Duna World HD / M4 Sport+ HD | TV    | Közszolgálati | 16:9     | magyar (MP2)    | magyar (AC3)     | eredeti (HE-AAC)  |
| MUX A     | 101     | Kossuth Rádió                | Rádió | Közszolgálati | –        | magyar (HE-AAC) | -                | -                 |
| MUX A     | 102     | Petőfi Rádió                 | Rádió | Közszolgálati | –        | magyar (HE-AAC) | -                | -                 |
| MUX A     | 103     | Bartók Rádió                 | Rádió | Közszolgálati | –        | magyar (HE-AAC) | -                | -                 |
| MUX A     | 104     | Dankó Rádió                  | Rádió | Közszolgálati | –        | magyar (HE-AAC) | -                | -                 |
| MUX B     | 2       | M2 HD / M2 Petőfi HD         | TV    | Közszolgálati | 16:9     | magyar (MP2)    | magyar (AC3)     | eredeti (HE-AAC)  |
| MUX B     | 5       | M5 HD                        | TV    | Közszolgálati | 16:9     | magyar (MP2)    | magyar (AC3)     | eredeti (HE-AAC)  |
| MUX B     | 7       | RTL                          | TV    | Kereskedelmi  | 16:9     | magyar (HE-AAC) | eredeti (HE-AAC) | narrátor (HE-AAC) |
| MUX B     | 8       | Spektrum Home                | TV    | Kereskedelmi  | 16:9     | magyar (HE-AAC) | -                | -                 |
| MUX B     | 9       | TV2                          | TV    | Kereskedelmi  | 16:9     | magyar (LC-AAC) | eredeti (LC-AAC) | narrátor (LC-AAC) |
| MUX B     | 12      | Max4                         | TV    | Kereskedelmi  | 16:9     | magyar (HE-AAC) | -                | -                 |
| MUX B     | 99      | MindigTV Plusz Info          | TV    | Kereskedelmi  | 16:9     | magyar (HE-AAC) | -                | -                 |
| MUX E     | 88      | HEVC teszt                   | TV    | Teszt         | 16:9     | magyar (HE-AAC) | -                | -                 |

A használt hangkódolási szabványok:
- HE-AAC – MPEG-4 High-Efficiency Advanced Audio Coding (64 vagy 96 kbps)
- LC-AAC – MPEG-4 Low Complexity Advanced Audio Coding (96 kbps)
- AC3 – Dolby AC-3 (384 kbps)
- MP2 – MPEG-1 Audio Layer II (128 kbps)

## Adóhálózat
Az Antenna Hungária az alábbi gerinchálózat segítségével sugározza a digitális televízió adást.
| Adóállomás                        | „MUX A” multiplex | „MUX A” multiplex | „MUX B” multiplex | „MUX B” multiplex | „MUX C” multiplex | „MUX C” multiplex | „MUX D” multiplex | „MUX D” multiplex | „MUX E” multiplex | „MUX E” multiplex |
| Adóállomás                        | Csatornahely      | Frekvencia        | Csatornahely      | Frekvencia        | Csatornahely      | Frekvencia        | Csatornahely      | Frekvencia        | Csatornahely      | Frekvencia        |
| --------------------------------- | ----------------- | ----------------- | ----------------- | ----------------- | ----------------- | ----------------- | ----------------- | ----------------- | ----------------- | ----------------- |
| Aggtelek / Perkupa, Szár-hegy     | 45                | 666 MHz           | 35                | 586 MHz           | 28                | 530 MHz           | 31                | 554 MHz           | 48                | 690 MHz           |
| Békéscsaba / Felsőnyomás          | 37                | 602 MHz           | 41                | 634 MHz           | 38                | 610 MHz           | 23                | 490 MHz           | 22                | 482 MHz           |
| Budapest / Széchenyi-hegy         | 24                | 498 MHz           | 41                | 634 MHz           | 38                | 610 MHz           | 29                | 538 MHz           | 34                | 578 MHz           |
| Budapest / Hármashatár-hegy       | 24                | 498 MHz           | 41                | 634 MHz           | 38                | 610 MHz           | 29                | 538 MHz           | 34                | 578 MHz           |
| Budapest / Száva utca             | 24                | 498 MHz           | 41                | 634 MHz           | 38                | 610 MHz           | 29                | 538 MHz           | 34                | 578 MHz           |
| Csávoly                           | 25                | 506 MHz           | 28                | 530 MHz           | 42                | 642 MHz           | 45                | 666 MHz           | 27                | 522 MHz           |
| Debrecen / Pallag                 | 40                | 626 MHz           | 32                | 562 MHz           | 38                | 610 MHz           | 46                | 674 MHz           | 29                | 538 MHz           |
| Fehérgyarmat / Penyige            | 24                | 498 MHz           | 41                | 634 MHz           | 38                | 610 MHz           | 31                | 554 MHz           | 34                | 578 MHz           |
| Gerecse                           | 26                | 514 MHz           | 41                | 634 MHz           | 38                | 610 MHz           | 29                | 538 MHz           | 22                | 482 MHz           |
| Győr / Szabadhegy                 | 35                | 586 MHz           | 46                | 674 MHz           | 25                | 506 MHz           | 42                | 642 MHz           | 22                | 482 MHz           |
| Kab-hegy                          | 35                | 586 MHz           | 46                | 674 MHz           | 32                | 562 MHz           | 29                | 538 MHz           | 22                | 482 MHz           |
| Karancs                           | 24                | 498 MHz           | 36                | 594 MHz           | 38                | 610 MHz           | 46                | 674 MHz           | 34                | 578 MHz           |
| Karcag / ipari-park               | 30                | 546 MHz           | 36                | 594 MHz           | 38                | 610 MHz           | 46                | 674 MHz           | 34                | 578 MHz           |
| Kecskemét / víztorony, Ipoly utca | 39                | 618 MHz           | 36                | 594 MHz           | 44                | 658 MHz           | 23                | 490 MHz           | 34                | 578 MHz           |
| Kékes                             | 39                | 618 MHz           | 36                | 594 MHz           | 44                | 658 MHz           | 46                | 674 MHz           | 34                | 578 MHz           |
| Kiskőrös / Csengőd                | 25                | 506 MHz           | 28                | 530 MHz           | 42                | 642 MHz           | 45                | 666 MHz           | 27                | 522 MHz           |
| Komádi                            | 40                | 626 MHz           | 32                | 562 MHz           | 38                | 610 MHz           | 46                | 674 MHz           | 29                | 538 MHz           |
| Miskolc / Avas                    | 45                | 666 MHz           | 35                | 586 MHz           | 28                | 530 MHz           | 31                | 554 MHz           | 48                | 690 MHz           |
| Mosonmagyaróvár                   | 35                | 586 MHz           | 46                | 674 MHz           | 25                | 506 MHz           | 42                | 642 MHz           | 22                | 482 MHz           |
| Nagy-Hideg-hegy                   | 24                | 498 MHz           | 41                | 634 MHz           | 38                | 610 MHz           | 29                | 538 MHz           | 34                | 578 MHz           |
| Nagykanizsa / Újudvar             | 41                | 634 MHz           | 24                | 498 MHz           | 32                | 562 MHz           | 29                | 538 MHz           | 31                | 554 MHz           |
| Nyíregyháza / víztorony           | 26                | 514 MHz           | 35                | 586 MHz           | 43                | 650 MHz           | 31                | 554 MHz           | 29                | 538 MHz           |
| Pécs / Misina-tető                | 37                | 602 MHz           | 47                | 682 MHz           | 32                | 562 MHz           | 45                | 666 MHz           | 27                | 522 MHz           |
| Sopron / Dalos-hegy               | 40                | 626 MHz           | 33                | 570 MHz           | 32                | 562 MHz           | 42                | 642 MHz           | 22                | 482 MHz           |
| Szeged / Újszeged                 | 26                | 514 MHz           | 31                | 554 MHz           | 42                | 642 MHz           | 23                | 490 MHz           | 22                | 482 MHz           |
| Székesfehérvár / Temesi utca      | 43                | 650 MHz           | 30                | 546 MHz           | 40                | 626 MHz           | 29                | 538 MHz           | 34                | 578 MHz           |
| Szentes                           | 26                | 514 MHz           | 31                | 554 MHz           | 42                | 642 MHz           | 23                | 490 MHz           | 22                | 482 MHz           |
| Szolnok / Besenyszögi út          | 30                | 546 MHz           | 36                | 594 MHz           | 44                | 658 MHz           | 46                | 674 MHz           | 34                | 578 MHz           |
| Szombathely / Torony              | 41                | 634 MHz           | 33                | 570 MHz           | 32                | 562 MHz           | 29                | 538 MHz           | 22                | 482 MHz           |
| Tokaj / Nagy-Kopasz               | 26                | 514 MHz           | 35                | 586 MHz           | 43                | 650 MHz           | 31                | 554 MHz           | 29                | 538 MHz           |
| Úzd / Sárszentlőrinc              | 37                | 602 MHz           | 47                | 682 MHz           | 32                | 562 MHz           | 45                | 666 MHz           | 27                | 522 MHz           |
| Vasvár / Hegyhátsál               | 41                | 634 MHz           | 33                | 570 MHz           | 32                | 562 MHz           | 29                | 538 MHz           | 22                | 482 MHz           |

A gerinchálózaton kívül, számos kisteljesítményű átjátszóadó is segíti a megfelelő lefedettség elérését, így a mindössze 90 adótorony segítségével 2013. november 1-től a lakossági lefedettség az A, B és C multiplex esetében 99%-os. A D multiplex esetében a 2014. június 1-i indulásától szintén 99%-os lefedettség volt biztosított. Az E multiplex 34 telephelyről sugározva, 85%-os lefedettséggel indult egy hónappal később.

## Műszaki jellemzők

### Kódolási technikák
- H.264 AVC tömörítésű HD csatorna esetén: 1440×1080i @25fps, HP@L4 profil
- H.264 AVC tömörítésű SD csatorna esetén: 720×576i @25fps, HP@L3 profil
- H.265 HEVC tömörítésű HD csatorna esetén: 1920×1080i @25fps, MP@L4 profil

### DVB-T műsorsugárzás műszaki paraméterei[60]
| Adásmód                   | 8M00X7FXF |
| Moduláció                 | 64-QAM    |
| Üzemmód                   | 8k FFT    |
| FEC (hibajavító kódarány) | 3/4       |
| GI (védelmi intervallum)  | 1/8       |

Titkosítás: Conax